# Атырауская ТЭЦ
Атыра́уская ТЭЦ (каз. Атырау жылу электр орталығы, ранее Гу́рьевская ТЭЦ) — тепловая электростанция регионального значения. Расположена в казахстанском городе Атырау. Принадлежит одноимённой компании. Выработанная станцией электрическая и тепловая энергия идёт на покрытие нужд города и области. ТЭЦ входит в Единую энергосистему Казахстана.

## История
До начала 1960-х в энергодефицитной Гурьевской области, традиционно получавшей электроэнергию из России, существовала электростанция при нефтеперерабатывающем заводе (ТЭЦ ГНПЗ). Развитие нефтедобычи, расширение нефтеперерабатывающих мощностей и строительство Гурьевского химического завода потребовало новый источник энергоснабжения.
В 1957 году технический проект энергоснабжения Гурьева был разработан институтом «Теплоэлектропроект» (Москва). Строительство Гурьевской ТЭЦ началось в 1961 году. В 1962-м был пущен паровой котёл марки БКЗ-120-100ГМ (Барнаульский котельный завод) производительностью 120 т/ч. 29 января 1963 года состоялся пуск электростанции, а до конца года были сданы в эксплуатацию турбоагрегат № 2 и котельный агрегат № 2, чем было завершено строительство первой очереди общей установленной мощностью 24 МВт. Первым директором Гурьевской ТЭЦ был назначен Нуруахит Бекмамбетов, отец казахстанско-российского кинорежиссёра и продюсера Тимура Бекмамбетова.
В период с 1966 по 1970 шло строительство второй очереди предприятия. Были введены в строй три турбоагрегата (два ПТ25-90/10 и один ПТ60-90/13, стационарные № 3, 4, 5) и пять котлоагрегатов БКЗ-160-100ГМ (стационарные № 3, 4, 5, 6 и 7). Установленная электрическая мощность ТЭЦ выросла до 134 МВт.
В 1970-х и 1980-х были сданы в эксплуатацию две турбины и три котлоагрегата.
После распада СССР переименована в Атыраускую ТЭЦ. В 1997 году согласно Постановлению Правительства Республики Казахстан за № 921 от 4 апреля, в рамках приватизации была передана частному ТОО «Энергопроект».
В 2009 году было начато строительство четвёртой очереди Атырауской ТЭЦ.

## Основные данные
Атырауская ТЭЦ — третья по установленной мощности электростанция Западного Казахстана (после ТЭЦ-2 и ТЭС МАЭК). Производственные показатели электростанции на 2014 год:
- Установленная электрическая мощность — 314 МВт[13]
- Располагаемая электрическая мощность — 283 МВт[13]
- Выработка электроэнергии — 1,75 млрд кВт⋅ч[13]

В декабре 2015 года после ввода в эксплуатацию нового турбоагрегата мощность электростанции увеличилась до 414 МВт. Основной вид топлива, использующийся на станции — природный газ, в качестве резервного используется мазут.

## Мор рыбы
Зимой 2018 года в реке Урал погибло более 110 тонн рыбы (включая осетровых), выращиваемой в специальных хозяйствах. Через год АО «Атырауская ТЭЦ» признала вину в массовой гибели рыбы, которая была вызвана сбросом загрязнённой воды из теплоэлектроцентрали.